# Tomáš Kucharčík
Tomáš Kucharčík (né le 10 mai 1970 à Vlašim en République tchèque) est un joueur professionnel tchèque de hockey sur glace qui évoluait au poste de centre.

## Biographie
Il commence sa carrière en Tchécoslovaquie en 1990 puis la poursuit en République tchèque lors de la scission du pays. Sélectionné par les Maple Leafs de Toronto lors du repêchage 1991, il ne s'impose pas en Amérique du Nord, ne jouant que 18 matchs avec les Maple Leafs de Saint-Jean dans la LAH lors de la saison 1993-1994 puis revient en République tchèque. En 200, il part jouer dans la SM-liiga en Finlande où il remporte les titres de meilleur buteur et de meilleur pointeur de la ligue en 2002-2003 récompensés par les trophées Aarne Honkavaara et Veli-Pekka-Ketola. Il poursuit ensuite sa carrière à travers différents pays européens.
Durant sa carrière, il participe à quatre matchs avec l'équipe nationale tchèque tous joués lors du championnat du monde de hockey sur glace 1999 où les tchèques remportent la médaille d'or.

## Statistiques
Pour les significations des abréviations, voir Statistiques du hockey sur glace.
| Saison    | Équipe                    | Ligue              |    | Saison régulière | Saison régulière | Saison régulière | Saison régulière | Saison régulière |    | Séries éliminatoires | Séries éliminatoires | Séries éliminatoires | Séries éliminatoires | Séries éliminatoires |
| Saison    | Équipe                    | Ligue              | PJ | B                | A                | Pts              | Pun              | PJ               | B  | A                    | Pts                  | Pun                  |                      |                      |
| 1990-1991 | Dukla Jihlava             | Tchécoslovaquie    | 30 | 10               | 6                | 16               | 6                |                  |    |                      |                      |                      |                      |                      |
| 1991-1992 | Dukla Jihlava             | Tchécoslovaquie    | 37 | 14               | 17               | 31               | 22               | 8                | 3  | 6                    | 9                    | 2                    |                      |                      |
| 1992-1993 | Dukla Jihlava             | Tchécoslovaquie    | 36 | 17               | 17               | 34               | 18               | 4                | 0  | 4                    | 4                    | 0                    |                      |                      |
| 1993-1994 | HC Plzeň                  | Extraliga          | 33 | 10               | 13               | 23               | 14               | 4                | 2  | 3                    | 5                    | 0                    |                      |                      |
| 1993-1994 | Maple Leafs de Saint-Jean | LAH                | 8  | 2                | 3                | 5                | 4                | 10               | 3  | 4                    | 7                    | 2                    |                      |                      |
| 1994-1995 | HC Plzeň                  | Extraliga          | 43 | 14               | 4                | 18               | 36               |                  |    |                      |                      |                      |                      |                      |
| 1995-1996 | HC Plzeň                  | Extraliga          | 17 | 5                | 7                | 12               | 16               | --               | -- | --                   | --                   | --                   |                      |                      |
| 1995-1996 | HC Slavia Prague          | Extraliga          | 23 | 5                | 9                | 14               | 39               | 7                | 3  | 2                    | 5                    | 16                   |                      |                      |
| 1996-1997 | HC Slavia Prague          | Extraliga          | 49 | 15               | 31               | 46               | 22               | 3                | 0  | 1                    | 1                    | 4                    |                      |                      |
| 1997-1998 | HC Slavia Prague          | Extraliga          | 48 | 14               | 19               | 33               | 36               | 5                | 3  | 3                    | 6                    | 0                    |                      |                      |
| 1998-1999 | HC Slavia Prague          | Extraliga          | 52 | 15               | 36               | 51               | 82               | --               | -- | --                   | --                   | --                   |                      |                      |
| 1999-2000 | HC Slavia Prague          | Extraliga          | 49 | 11               | 18               | 29               | 24               |                  |    |                      |                      |                      |                      |                      |
| 2000-2001 | Ässät Pori                | SM-liiga           | 54 | 9                | 17               | 26               | 50               | --               | -- | --                   | --                   | --                   |                      |                      |
| 2001-2002 | HPK Hämeenlinna           | SM-liiga           | 54 | 15               | 26               | 41               | 40               | 8                | 3  | 4                    | 7                    | 24                   |                      |                      |
| 2002-2003 | HPK HÄmeenlinna           | SM-liiga           | 52 | 28               | 27               | 55               | 48               | 13               | 2  | 4                    | 6                    | 8                    |                      |                      |
| 2003-2004 | HPK Hämeenlinna           | SM-liiga           | 54 | 13               | 17               | 30               | 64               | 8                | 0  | 4                    | 4                    | 4                    |                      |                      |
| 2004-2005 | HC JME Znojemští Orli     | Extraliga          | 17 | 0                | 4                | 4                | 8                | --               | -- | --                   | --                   | --                   |                      |                      |
| 2004-2005 | Leksands IF               | Allsvenskan        | 12 | 4                | 7                | 11               | 10               | 10               | 4  | 2                    | 6                    | 16                   |                      |                      |
| 2005-2006 | Forward Morges HC         | LNB                | 20 | 5                | 10               | 15               | 52               |                  |    |                      |                      |                      |                      |                      |
| 2005-2006 | HC Ambrì-Piotta           | LNA                | 2  | 2                | 0                | 2                | 2                | --               | -- | --                   | --                   | --                   |                      |                      |
| 2005-2006 | Lukko Rauma               | SM-liiga           | 16 | 4                | 4                | 8                | 16               | --               | -- | --                   | --                   | --                   |                      |                      |
| 2006-2007 | MHC Nitra                 | Extraliga slovaque | 14 | 1                | 4                | 5                | 24               |                  |    |                      |                      |                      |                      |                      |
| 2006-2007 | HC Vsetín                 | Extraliga          | 6  | 0                | 0                | 0                | 4                |                  |    |                      |                      |                      |                      |                      |
| 2006-2007 | SSI Vipiteno Broncos      | Série A2           | 18 | 13               | 23               | 36               | 18               | 9                | 4  | 8                    | 12                   | 24                   |                      |                      |
| 2007-2008 | Wölfe Freiburg            | Oberliga           | 37 | 21               | 42               | 63               | 56               |                  |    |                      |                      |                      |                      |                      |
| 2008-2009 | Wölfe Freiburg            | 2. Bundesliga      | 47 | 6                | 24               | 30               | 74               | 2                | 0  | 0                    | 0                    | 2                    |                      |                      |
| 2009-2010 | SV Caldaro                | Série A2           | 21 | 9                | 28               | 37               | 12               | 4                | 1  | 1                    | 2                    | 8                    |                      |                      |
| 2010-2011 | SV Caldaro                | Série A2           | 28 | 13               | 13               | 36               | 28               | 11               | 6  | 6                    | 12                   | 12                   |                      |                      |
| 2012-2013 | HC Samina Rankweil        | 4e ligue           | 3  | 1                | 6                | 7                | 0                | -                | -  | -                    | -                    | -                    |                      |                      |
| 2013-2014 | HC Vlašim                 | D4 tchèque         |    |                  |                  |                  |                  |                  |    |                      |                      |                      |                      |                      |